# Thiago Crivellari Martins
Thiago Crivellari Martins, mais conhecido como Thiago Martins (São Paulo, 4 de setembro de 1976), é um ex-futebolista brasileiro que atuava como atacante.

## Carreira
Imigrou para os EUA aos 19 anos com menos de US$ 1.000, ficou sem dinheiro e ficou três meses sem-teto em Santa Bárbara, Califórnia. Participou de um jogo de futebol de praia com uma família que mais tarde o acolheria. para a faculdade comunitária antes de se tornar uma estrela na Cal-Santa Barbara. Tornou-se profissional em 2001 antes de ingressar no Rapids em abril, seu sétimo clube.